# Cracker (gruppo musicale)
I Cracker sono un gruppo musicale alternative rock/country statunitense originario della Virginia.

## Storia del gruppo
Si è formato all'inizio degli anni 90 dall'iniziativa di David Lowery, leader dei Camper Van Beethoven a seguito dell'interruzione dell'attività del gruppo, con la collaborazione del chitarrista Johnny Hickman e del bassista Davey Faragher.
Il gruppo ottenne un contratto con la Virgin Records per la realizzazione di un album. Durante le registrazioni dell'album d'esordio impiegò vari batteristi come Jim Keltner, Rick Jaeger e Phil Jones. Il lavoro Cracker uscito nel 1992 ottenne ottime recensioni per il rock chiarristico e dal quale venne estratto il singolo Teen Angst (What the World Needs Now) che raggiunse il primo posto nella modern rock chart di Billboard.
L'anno successivo uscì il seguito Kerosene Hat con il singolo Low, unico brano del gruppo ad entrare nella Top 100 di Billboard con un discreto successo in Gran Bretagna e che permise all'album di ottenere in disco di platino.
Con il terzo lavoro Golden Age del 1996 ci fu un primo cambiamento, Bob Rupe subentrò a Faragher. Il brano più di successo fu I Hate My Generation.
Finito il tour di supporto Lowery si concentrò sulla produzione musicale fondando uno studio di registrazione, il Sound of Music. In questo periodo produsse album di Joan Osborne, Lauren Hoffman e Sparklehorse e co-produsse The Desert Life dei Counting Crows.
Nel 1998 uscì un nuovo album Gentleman's Blues con una formazione a cinque (Lowery, Hickman, Rupe, Kenny Margolis e Frank Funaro alla batteria).
Di li a poco i Camper Van Beethoven si riformarono e Lowery dovette dividersi tra due progetti. Furono pubblicati un live, Traveling Apothecary Show & Revue (2001), un album di inediti, Forever (2002) ed uno di cover Countrysides (2003) primo album uscito non per la Virgin.
Nel 2006 per la Cooking Vinyl uscì Greenland che vide la partecipazione di David Immerglück e Mark Linkous. Dopo un altro live il gruppo pubblicò nel 2008 Sunrise in the Land of Milk and Honey che li riportò nella Top 200 di Billboard. Nel 2009 fecero un tour tra le truppe stanziate in Iraq, dove girarono il video del brano Yalla Yalla (Let's Go).
Nel 2010 hanno effettuato un tour di successo, il Traveling Apothecary Tour, assieme ai riformati Camper Van Beethoven con molte date esaurite.
Dopo una parentesi di Lowery con i Camper Van Beethoven, il gruppo ha pubblicato un nuovo lavoro cona la storica formazione, Berkeley to Bakersfield, per la 429 Records/ Floating World.

## Formazione

### Formazione attuale
- David Lowery – voce, chitarra (1990–presente)
- Johnny Hickman – chitarra, voce (1990–presente)
- Davey Faragher – basso, voce (1990–1993, 2015)
- Michael Urbano – batteria(1992–1993, 2015)

### Ex componenti
- Kenny Margolis – tastiere, accordion (1996–2007)
- Bruce Hughes – basso (1993–1994)
- Bob Rupe – basso, voce (1994–2000)
- Brandy Wood – basso, voce (2000–2004)
- Victor Krummenacher – basso, voce (2004–2006)
- Phil Jones – batteria, percussioni (1990–1992 – session man)
- Joey Peters – batteria(1993)
- David Lovering – batteria(1993–1994)
- Johnny Hott – batteria(1994–1995)
- Charlie Quintana – batteria(1995–1996)
- Frank Funaro – batteria (1996–2010)
- Sal Maida – basso (2006–2010)

## Discografia

### Album in studio
- Cracker (1992)
- Kerosene Hat (1993)
- Bob's Car (1994 - Solo per i fan)
- The Golden Age (1996)
- Gentleman's Blues (1998)
- Forever (2002)
- Countrysides (2003)
- Greenland (2006)
- Sunrise in the Land of Milk and Honey (2009)
- Berkeley to Bakersfield (2015)

### Album live
- Garage D'Or (2000)
- Hello, Cleveland! Live From The Metro (2002)
- O' Cracker Where Art Thou? (2003)
- Berlin (Live In Berlin December 2006) (2008)
- Live At Crossroads, Kansas City, Missouri 08-01-2008 (2012) con DVD

### Raccolte
- The Virgin Years (1995) con Camper Van Beethoven
- Garage D'Or (2000) Greatest Hits con rarità
- Hello, Cleveland! Live at the Metro (2002)
- Get On With It: The Best of Cracker (2006) Virgin Records greatest hits collection (non autorizzata dal gruppo[2])
- Greatest Hits Redux (2006) (autorizzata dal gruppo)

### Singoli ed EP
- Teen Angst (What the World Needs Now) - (1992)
- Tucson - (1993)
- Low - (1993)
- Get Off This - (1994)
- Euro-Trash Girl - (1994)
- I Hate My Generation - (1996)
- Nothing to Believe In - (1996)
- The Good Life - (1998)
- The World Is Mine - (1998)
- Shine - (2002)
- Merry Christmas, Emily - (2002)
- Something You Ain't Got - (2006)
- Give Me One More Chance - (2006)
- Everybody Gets One For Free - (2006)
- Turn on Tune in Drop out with Me - (2009)

### Partecipazione ad album tributo
- If I Were a Carpenter (1994) – Rainy Days and Mondays
- Encomium: A Tribute to Led Zeppelin (1995) – Good Times, Bad Times
- Eyesore: A Stab At The Residents (1996) – Blue Rosebuds
- Sweet Relief II: Gravity of the Situation (1996) – Withering
- Burning London: The Clash Tribute (1999) – White Riot
- This Is Where I Belong: The Songs of Ray Davies & The Kinks (2002) – Victoria